# Disperis togoensis
Disperis togoensis är en orkidéart som beskrevs av Rudolf Schlechter. Disperis togoensis ingår i släktet Disperis och familjen orkidéer. Inga underarter finns listade i Catalogue of Life.